# Vasumitra
Vasumitra, död 124 f.Kr., var en indisk monark. Han tillhörde Sungadynastin, och var regerande monark av Sungariket mellan 131 f.Kr. och 124 f.Kr.